# 李方玄
李方玄（?—?），字景业，唐朝荆州石首（今湖北省石首市）人，李遜之子。
李方玄中进士第。裴谊表奏他署任江西府判官。当时有大狱，论罪处死的有囚犯十余人，李方玄调查其中有冤情，将其平反放出。官至池州刺史。他钩检核查户籍，作为徭赋的依据，订立科品章程，小吏不能为私。常说：“沈约年八十岁，亲手抄写簿书，就是为此吧。”官至处州刺史。